# Godofreu I de Villehardouin
Godofreu o Jofré o Jofré I de Villehardouin (+ entre 1213 i 1218) fou un cavaller croat i historiador, senyor de Villehardouin a França.
Fou senescal de Xampanya vers 1185/1191. El 1199 va marxar a la Croada que havia ajudat a organitzar. El 1204 va participar en la conquesta de Constantinoble i va rebre de l'emperador llatí nomenat, Balduí I de Flandes, el títol de mariscal de Romania (Grècia). Després de la derrota a la batalla d'Adrianòpolis el 14 d'abril del 1205 va mostrar el seu talent d'estrateg i va salvar l'exèrcit llatí. Va rebre els feus de Makri i Trajanòpolis. El 1207, Bonifaci de Montferrat, rei de Tessalònica, li va donar el feu de Mosinòpolis.
De 1207 a 1213 va escriure les seves memòries en francès (i no en llatí com era habitual) titulades "Histoire de la conquête de Constantinople ou Chronique des empereurs Baudouin et Henri de Constantinople" on va descriure els fets entre 1198 i 1207 de manera àgil i ben escrita però descuidant els fets que comprometien als croats.
Es va casar vers 1170 amb una dama de Villemur filla de Dreux Estrabó de Villemur i més tard, abans de marxar a la croada, amb Cana de Lezinnes, filla i hereva de Guillem senyor de Lezinnes.
Amb la primera esposa va tenir al seu successor Erard I de Villehardouin, senyor de Lezinnes, Villehardouin, Villy i Ascensières, i senescal de Xampanya.